# Le Communiste
Pour plus de détails, voir Fiche technique et Distribution.
Le Communiste (titre russe : Коммунист) est un film soviétique réalisé par Youli Raizman sorti en 1957.

## Synopsis
L'histoire commence en 1918. Vassili Goubanov, un jeune communiste démobilisé arrive au village de Zagora où le pouvoir soviétique projette à construire une nouvelle centrale électrique. Il est hébergé par Fiodor et Aniuta Fokine, un couple de paysans illettrés qui le considèrent avec méfiance. Nommé responsable de quincaillerie Vassili se rend à Moscou pour se procurer des clous. Il fait le tour des fournisseurs, sans succès. Prêt à rentrer à Zagora il passe au Kremlin chercher son supérieur, le camarade Zimni. Il le trouve dans la salle de réunion écoutant un exposé de Vladimir Lénine. Dans la foulée Vassili parle de son souci au chef prolétarien et Lénine en passant plusieurs coups de téléphone réussit à trouver les clous, se montrant ainsi conscient de problèmes d'un simple travailleur. De retour au village Vassili trouve son hôtesse Aniuta seule. Une conversation s'engage et une sympathie réciproque naît entre eux. Mais bientôt Stepan, un soupirant éconduit d'Aniuta, répand la rumeur sur son infidélité et la jeune femme quitte le village.
La guerre civile russe bat son plein. Vassili se démène toujours à la quincaillerie. Un jour il a la surprise d'y voir Aniuta venue chercher de la chaux. Elle travaille désormais dans le bâtiment et vit dans une baraque. Ils se croisent de nouveau à l'occasion d'un travail collectif et Vassili se déclare. Déchirée entre le remords et la tentation, Aniuta fuit de nouveau. Son mari Fiodor la retrouve et, instigué par le fallacieux Stepan, la bat, ce qui décide Aniuta de le quitter.
La famine née de la guerre civile ralentit les activités du village. Vassili part à la rencontre du train de provisions que tous attendent et le découvre coincé sur la ligne, car il n'y a plus de bois pour la locomotive. Le mécanicien et ses aides se prélassent tranquillement et à la question de Vassili déclarent que chercher du carburant n'est pas de leur ressort. Vassili seul commence à couper les arbres à proximité. Le soir, ne supportant plus le voir travailler d’arrache-pied les cheminots se joignent à lui. Le train repart, mais alors qu'on aperçoit déjà Zagora, il est attaqué par les bandits. Parmi eux se trouve Stepan qui tire sur son heureux rival.
Après l'enterrement de Vassili, sa femme Aniuta qui vient tout juste de donner naissance à leur fils est abordée par son premier mari, Fiodor. Ce dernier lui propose de revenir vivre avec lui et d'élever aussi son petit garçon. Mais Aniuta refuse, affirmant qu'elle se débrouillera comme tout le monde et se précipite sur le chemin menant vers le chantier de construction communiste.

## Fiche technique
- Production : Mosfilm
- Réalisation : Youli Raizman
- Scénario : Evgueni Gabrilovitch
- Photographie : Aleksandr Chelenkov (ru), Jolanda Czen
- Direction artistique : Mikhaïl Bogdanov (ru), Guennadi Miasnikov
- Musique : Rodion Chtchedrine
- Son : Serguei Minevrine
- Costumes : Valentin Pereliotov (ru)
- Producteur exécutif : Zusman Rogozovski
- Production : Mosfilm
- Genre : Drame
- Durée : 111 min.
- Pays de production :  Union soviétique
- Sortie : 9 février 1957

## Distribution
- Evgueni Ourbanski : Vassili Goubanov
- Sofia Pavlova (ru) : Aniuta Fokina
- Boris Smirnov : Lénine
- Evgueni Choutov (ru) : Fiodor Fokine
- Sergueï Yakovlev : Denis Ivanovitch
- Valentin Zoubkov : Stepan, le koulak
- Viktor Kolpakov (ru) : pope défroqué
- Ivan Kachirine (ru) : conducteur de train
- Vladimir Adlerov : camarade Zimni, chef de chantier
- Arkadi Smirnov : Khramtcheno
- Valentina Ananina (en) : Frossia
- Vladimir Pitsek (ru) : chef de gare ferroviaire
- Daniil Netrebine (ru) : mécanicien
- Evgueni Bykadorov (ru) : mécanicien

## Récompenses
- Diplômé spécial pour le réalisateur Youli Raizman à la Mostra de Venise en 1958 .